# Eleccions legislatives franceses de 1962
Les eleccions legislatives franceses de la segona legislatura de la Cinquena República se celebraren el 23 i 25 de novembre de 1962, després del vot de censura del 4 d'octubre que provocà la dissolució de l'Assemblea Nacional el 9 d'octubre de 1962.

## Resultats nacionals
| Partits polítics | Partits polítics                                  | Vots (Primera volta) | Vots (Primera volta) | Vots (Primera volta) | Vots (Segona volta) | Vots (Segona volta) | Vots (Segona volta) | Total  | Total | Total  |
| Partits polítics | Partits polítics                                  | #                    | %                    | +/-                  | #                   | %                   | +/-                 | escons | +/-   | %      |
| ---------------- | ------------------------------------------------- | -------------------- | -------------------- | -------------------- | ------------------- | ------------------- | ------------------- | ------ | ----- | ------ |
|                  | UNR-UDT                                           | 5.855.744            | 31,94                | +14,34%              |                     | 40,36               | +12,16%             | 229    | +17   | 51,34% |
|                  | Partit Comunista Francès (PCF)                    | 4.003.553            | 21,84                | +2,34%               |                     | 20,94               | +0,34%              | 41     | +31   | 09,19% |
|                  | Secció Francesa de la Internacional Obrera (SFIO) | 2.298.729            | 12,54                | -2,96%               |                     | 14,83               | +1,03%              | 65     | +21   | 14,57% |
|                  | Moviment Republicà Popular (MRP)                  | 1.665.695            | 09,08                | -0,02%               |                     | 05,45               | -9,95%              | 36     | -20   | 08,07% |
|                  | Radicals d'Esquerra                               | 1.429.649            | 07,79                | +2,99%               |                     | 07,68               | ?                   | 42     | -     | 09,42% |
|                  | Centre Nacional d'Independents i Camperols (CNIC) | 1.404.177            | 07,66                | -6,04%               |                     | -                   | -                   | ?      | -     | -      |
|                  | Republicans Independents                          | 1 089 348            | 05,94                | +5,94%               |                     | -                   | -                   | 36     | +36   | 08,07% |
|                  | Extrema esquerra                                  | 427.467              | 02,38                | +2,38%               |                     | 00,90               | +0,90%              | 2      | +2    | 00,45% |
|                  | Extrema dreta                                     | 159.429              | 00,87                | 2,43%                |                     | 00,34               | -0,56%              | 0      | -     | 00,00% |
|                  | Diversos (entre ells centre: 10 escons)           |                      | ?                    | -                    |                     | ?                   | -                   | 11     | -     | 02,46% |

## Composició de l'Assemblea Nacional
| Grup        | Membres | Relacionats | Total | %     |
| ----------- | ------- | ----------- | ----- | ----- |
| UNR-UDT     | 216     | 17          | 233   | 48,34 |
| Socialistes | 64      | 2           | 66    | 13,69 |
| CD          | 51      | 4           | 55    | 11,41 |
| Comunistes  | 41      | 0           | 41    | 08,51 |
| RD          | 35      | 4           | 39    | 08,10 |
| RI          | 32      | 3           | 35    | 07,21 |
| No inscrits | 13      | -           | 13    | 02,70 |
| Total       | 452     | 30          | 482   | 100,0 |

Mayoría: UNR-UDT + RI
*UNR - UDT : Unió per la Nova República - Unió Democràtica del Treball
*CD : Centre Democràtic
*RD : Reagrupament Democràtic
*RI : Republicans Independents

## Diputats per laCatalunya del Nord
- 1a Circumscripció – Paul Alduy (FGDS)
- 2a Circumscripció – André Tourné (PCF)